# Christina Antonietta Cornelia Vetterlein

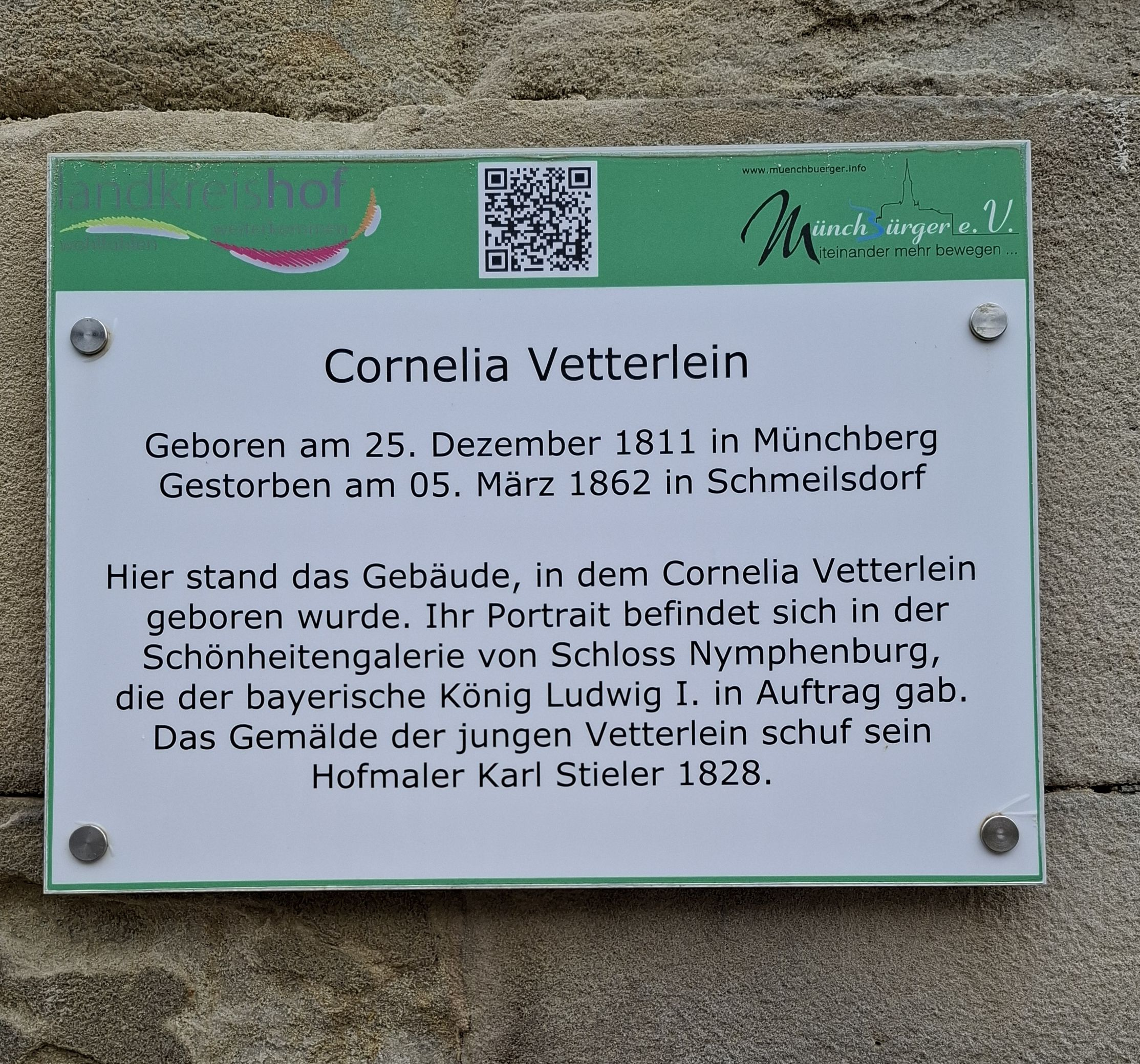
Gedenktafel für Cornelia Vetterlein an ihrem Geburtshaus in Münchberg, Ludwigstr. 14

Christina Antonietta Cornelia Vetterlein (* 25. Dezember 1812 in Münchberg; † 5. März 1862 in Schmeilsdorf) war eine bayerische Beamtentochter. Ihr Porträt fand 1828 Eingang in die Schönheitengalerie von König Ludwig I. von Bayern.

## Leben
Cornelia Vetterlein war die älteste von fünf Töchtern des bayerischen Beamten Johann Karl Martin Vetterlein (1786–1849) und seiner Frau Johanna Rosalia (auch Rosaline Katrina) geb. Schneider (1788–?). Cornelia Vetterleins Geburtshaus ist in Münchberg, Lkr. Hof, heutige Ludwigstraße 14, zu finden. Ihr Vater stammte aus Höchstädt im Fichtelgebirge, war Jurist und stieg vom Regierungsassessor zum Regierungsdirektor in Bayreuth auf. Er war als Abgeordneter für den Obermainkreis ab 1825 bis 1848 im Bayerischen Parlament. Großvater mütterlicherseits war der Bayreuther Hofgärtner Schneider.
Cornelia Vetterlein heiratete am 10. Oktober 1843 den Reichsfreiherrn Franz Ludwig Friedrich von Künsberg auf Hain-Schmeilsdorf. Sie hatten eine Tochter, Cornelia Carolina Rosalie Theresia Charlotte von Künsberg (1844–1902).

## Porträt

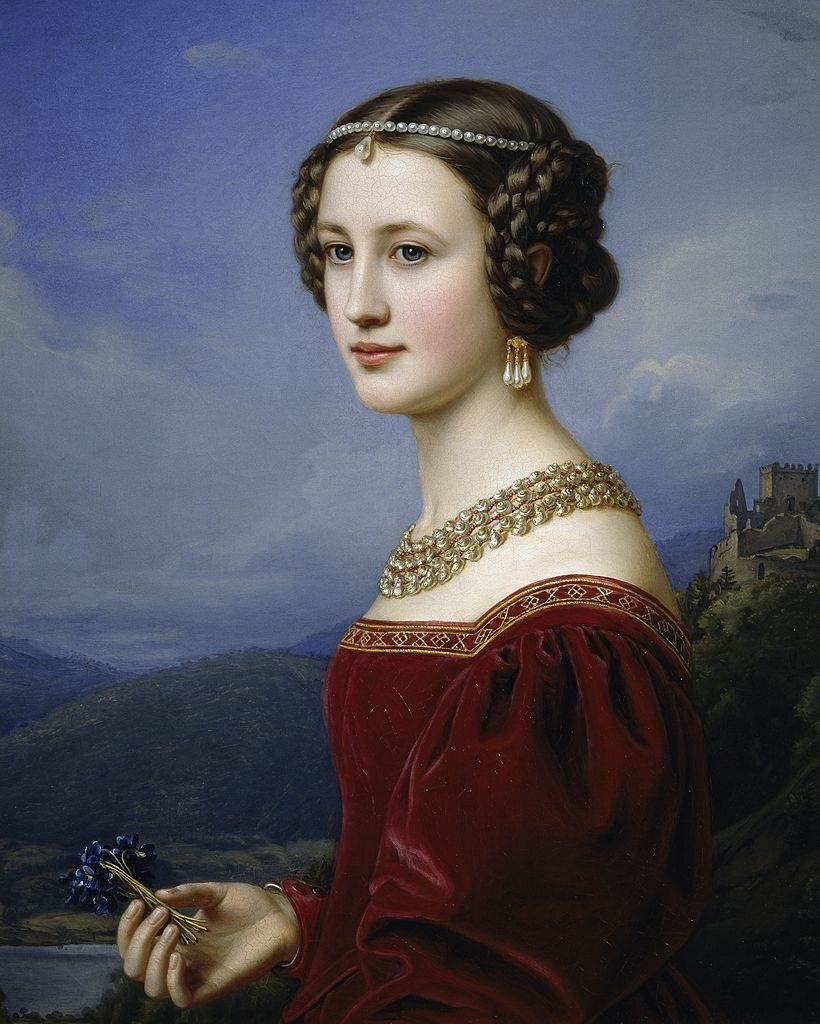
Porträt der Christina Antonietta Cornelia Vetterlein aus Münchberg, 1818 von Joseph Karl Stieler

König Ludwig I. von Bayern hatte die 15-jährige Cornelia Vetterlein wie die meisten jungen Frauen selbst für seine Schönheitengalerie in der Münchner Residenz ausgewählt. Angeblich lernte der König sie auf einem Spaziergang in München kennen. Der Maler Joseph Karl Stieler, der die allermeisten Porträts für die königliche Schönheitengalerie selbst anfertigte, ist bei Vetterleins Porträt besonders weit von dem neutralen Hintergrund abgewichen, den er sonst wählte, und setzte eine Hügellandschaft mit einer Burgruine ins Bild. Die junge Frau selbst ist kostbar gekleidet, mit einem roten, weit ausgeschnittenen Samtkleid im Renaissancestil, einer prächtigen dreireihigen Halskette, Perlenohrringen und Perlen im aufwendig geflochtenen Haar. In der Hand hält sie dagegen ein bescheidenes Veilchensträußlein.